# Ectenesseca clavula
Ectenesseca clavula är en skalbaggsart som beskrevs av Martins och Maria Helena M. Galileo 2005. Ectenesseca clavula ingår i släktet Ectenesseca och familjen långhorningar. Inga underarter finns listade i Catalogue of Life.